# Bathyraja aguja
Espèce
Statut de conservation UICN

 LC  : Préoccupation mineure
Bathyraja aguja est une espèce de raies de la famille des Arhynchobatidae.

## Description
Peu de choses sont connues sur ce taxon qui n'a pas été collecté depuis sa découverte en 1904 au large des côtes Pérou à Point Aguja.
Dans leur description de 1912, William Converse Kendall (d) et Lewis Radcliffe indiquent que l'holotype de cette espèce, une femelle, mesure 480 mm, et que le paratype, un mâle, mesure 286 mm. La largeur de leur disque est, respectivement, de 340 mm et de 185 mm.
Bathyraja aguja a deux grandes taches blanches présentes sur la surface dorsale à la base des nageoires pectorales de manière symétrique et des taches blanches disposées symétriquement le long des bords du disque. Ce motif est constant à toutes les tailles, de petit à au moins 76 cm de long chez les mâles adultes,

## Distribution
Ce poisson se rencontre au Chili et au Pérou.

## Taxonomie
Le nom valide complet (avec auteur) de ce taxon est Bathyraja aguja (Kendall & Radcliffe, 1912).
L'espèce a été initialement classée dans le genre Raia sous le protonyme Raia aguja Kendall & Radcliffe, 1912,.

### Synonymie
Bathyraja aguja a pour synonyme :
- Raia aguja Kendall & Radcliffe, 1912

### Étymologie
Son épithète spécifique, aguja, fait référence à sa localité type, Aguja Point, dans les environs de Port de Bayóvar (en) (province de Sechura, Pérou).